# جاجرم
جاجرم هي مدينة إيرانية تقع في محافظة خراسان الشمالية. تقع جاجرم على مسافة 175 كم من بجنورد. يبلغ عدد سكانها 25,205 حسب احصاء عام 2006 م.

## أعلام
- بدر الدين الجاجرمي
- معين الدين الجاجرمي